# 11151 Oodaigahara
11151 Oodaigahara este un asteroid din centura principală de asteroizi.

## Descriere
11151 Oodaigahara este un asteroid din centura principală de asteroizi. A fost descoperit pe 24 decembrie 1997 la Ōizumi de Takao Kobayashi. Asteroidul prezintă o orbită caracterizată de o semiaxă mare de 2,60 ua, o excentricitate de 0,12 și o înclinație de 12,2° în raport cu ecliptica.